# Southern New Hampshire University
La Southern New Hampshire University (SNHU) è un'università privata situata tra Manchester e Hooksett, nel New Hampshire, Stati Uniti. Fu fondata nel 1932.

## Sport
La SNHU partecipa alla NCAA Division II. Le squadre si chiamano “Penmen”.